# Grand Prix Jef Scherens 1975
La 11e édition du Grand Prix Jef Scherens a eu lieu le 21 septembre 1975. Elle a été remportée par le Belge Freddy Maertens.

## Classement final
Freddy Maertens remporte la course en parcourant les 202 km en 4 h 53 min 0 s à la vitesse moyenne de 41,365 km/h.
| Classement final | Classement final    | Classement final | Classement final               | Classement final  |
|                  | Coureur             | Pays             | Équipe                         | Temps             |
| ---------------- | ------------------- | ---------------- | ------------------------------ | ----------------- |
| 1er              | Freddy Maertens     | Belgique         | Carpenter-Confortluxe-Flandria | en 4 h 53 min 0 s |
| 2e               | Ronny Van De Vijver | Belgique         | Ijsboerke-Colner               |                   |
| 3e               | Eddy Merckx         | Belgique         | Molteni                        |                   |
| 4e               | Eric Van De Wiele   | Belgique         | Rokado                         |                   |
| 5e               | Luc Leman           | Belgique         | Alsaver-Jeunet-De Gribaldy     |                   |
| 6e               | Jean-Pierre Baert   | Belgique         | Gero-Jaga                      |                   |
| 7e               | Michael Wright      | Royaume-Uni      | Gero-Jaga                      |                   |
| 8e               | Herman Van Springel | Belgique         | Carpenter-Confortluxe-Flandria |                   |
| 9e               | Jean Vanderstappen  | Belgique         | Maes-Watney                    |                   |
| 10e              | Ronald De Witte     | Belgique         | Carpenter-Confortluxe-Flandria |                   |
| modifier         |                     |                  |                                |                   |